# Etienne Boerenveen
Etienne Lionel Boerenveen is een Surinaamse militair, veroordeeld drugshandelaar en een van de verdachten in het proces van de Decembermoorden in Suriname.

## Opleiding
Boerenveen werd geboren in Suriname als zoon van de districtscommissaris Justus Boerenveen. Na zijn lagere en middelbare school in Suriname te hebben voltooid volgde hij vanaf 1976 in Nederland zijn opleiding tot beroepsmilitair aan de Koninklijke Militaire Academie. Na zijn studie ging hij in augustus 1981 terug naar Suriname, hoewel hij de mogelijkheid had om in het Nederlandse leger te blijven dienen. Hij nam na de onafhankelijkheid dienst in het nieuw opgerichte Nationaal Leger waar hij uiteindelijk de rang van kolonel bereikte.

## Staatsgreep
Boerenveen was niet betrokken bij de groep van zestien militairen die in 1980 in Suriname een staatsgreep pleegde. Hij hield zich op de vlakte en deed zijn werk als militair. Toen in 1982 onder leiding van Soerinder Rambocus een tegencoup werd gepleegd, werd Boerenveen door de rebellen gearresteerd, tezamen met andere officieren die in de vroege ochtend niets vermoedend naar hun werk reden. Na enkele dagen hevige gevechten werden de officieren bevrijd door de troepen van het Nationaal Leger. Na het overlijden van majoor Henk Fernandes, in een helikopterongeluk, werd Boerenveen benoemd tot bataljonscommandant.

## Decembermoorden
Volgens getuigenverklaringen zou Boerenveen op 8 december 1982 Soerinder Rambocus uit zijn cel in de Memre Boekoe-kazerne hebben gehaald waar deze vastzat tijdens zijn proces, waarna hij Rambocus zou hebben overgebracht naar Fort Zeelandia. Kort daarop werd Rambocus aldaar vermoord.
Boerenveen is op 29 november 2019 door de krijgsraad vrijgesproken.

## Drugshandel
Boerenveen werd in maart 1986 in Miami door de CIA gearresteerd wegens mogelijke betrokkenheid tot invoer van drugs in de V.S. Hij werd veroordeeld tot twaalf jaar gevangenisstraf wegens zijn betrokkenheid bij de handel in harddrugs. Boerenveen kwam al in 1991 vervroegd vrij wegens goed gedrag. Hij keerde terug naar Suriname, waar hij weer in dienst kwam bij het Nationaal Leger. In 1997 werd hij bevorderd tot kolonel. In 1994 begon het Nederlandse openbaar ministerie strafrechtelijke vervolging tegen Boerenveen op verdenking van drugshandel maar in 1997 werd de zaak wegens gebrek aan bewijs geseponeerd.

## Proces decembermoorden
Op 30 november 2007 begon in Suriname het proces tegen de verdachten van de Decembermoorden. Boerenveen was een van de verdachten. Hij was op de eerste zittingsdag aanwezig.

## Kabinet Bouterse
President Desi Bouterse benoemde Etienne Boerenveen tot president-commissaris van Staatsolie in zijn eerste kabinet (2010-2015). Daarnaast was hij samen met zijn zoon eigenaar van een houtkapbedrijf, als een van de enige in Suriname die internationaal gecertificeerd was.